# André Muret
Pour les articles homonymes, voir Muret.
André Muret, né le 15 avril 1909 à Lausanne (originaire de Morges) et mort le 25 décembre 1986 dans la même ville, est une personnalité politique suisse, membre du Parti ouvrier populaire.
Il est député du canton de Vaud au Conseil national de 1952 à 1959 puis de 1963 à 1979.

## Biographie

### Origines et famille
André Muret naît le 15 avril 1909 à Lausanne. Il est originaire de Morges, dans le même canton.
Son père est le gynécologue-obstétricien Maurice Muret ; sa mère, née Clarisse Auberjenois, est la sœur du peintre René Auberjonois. Il a une sœur journaliste, Colette Muret.
Il épouse en premières noces Jeanne Bodouroglou, ressortissante grecque, puis en 1941 Charlotte Khajet, militante communiste et féministe, avec qui il a plusieurs enfants.

### Études
Après le gymnase, où il a notamment l'écrivain Edmond Gilliard comme enseignant, il fait des études de droit à l'Université de Lausanne à partir de 1927, conclues par doctorat en 1933. Il est pendant quelques mois le secrétaire d'André Gide, alors que celui-ci relit les épreuves de son récit Retour de l'U.R.S.S.
Il préside de 1931 à 1932 la Société de Belles-Lettres.

### Parcours professionnel et politique
Il adhère en 1933 au parti socialiste vaudois. Il adhère par la suite, alors qu'il séjourne à Paris, au parti communiste français, puis au parti communiste suisse en 1938. Il est animateur pendant la guerre de la lutte et de la presse clandestines (La Vague).
Il est secrétaire à partir de 1945 du Parti ouvrier populaire, dont il est l'un des fondateurs, et tête de proue du parti pendant des décennies. Il siège au Grand Conseil du canton de Vaud de 1945 à 1984, à la Municipalité de Lausanne de 1946 à 1949, où il est chargé de la police et de l'hygiène, et au Conseil communal (législatif) de la même ville de 1950 à 1976. Une de ses premières mesures à l'exécutif lausannois est de limoger le commandant de la police, jugé « à la solde des bourgeois ».
Il est conseiller national pendant six législatures : du 15 septembre 1952, après la démission de Maurice Jeanneret, au 6 décembre 1959 et du 2 décembre 1963 au 25 novembre 1979. Il est élu une première fois en octobre 1947, sans pouvoir exercer son mandat pour cause d'incompatibilité avec sa fonction de municipal,. Son retrait permet l'accession d'Armand Forel à la chambre basse du Parlement suisse.
Journaliste dans diverses publications d'extrême-gauche (Le Droit du peuple, La Lutte, La Semaine, Le Travail, Voix Ouvrière),, il est un orateur brillant, à l'esprit caustique et à l'ironie redoutée.
Il est l'un des membres fondateurs en 1948 de l'Avivo (Association des vieillards, invalides, veuves et orphelins).

### Mort
Il meurt dans la matinée du 25 décembre 1986 à Lausanne, à l'âge de 77 ans, après quelques mois de maladie.